# Mikrodosierung
Unter Mikrodosierung wird ein hochgenaues Portionieren von flüssigen oder pastösen Medien in Volumenbereichen von unter einem Mikroliter innerhalb einer zu entwickelnden Folge von Produktionsprozessschritten verstanden. In diesem Zusammenhang wird die hochgenaue Portionierung von fließfähigen Medien als „Dosierung“ bezeichnet. Sie stellt den Oberbegriff zur Mikrodosierung dar, wobei bei der Mikrodosierung speziell sehr kleine Volumina portioniert werden.
Die fortschreitende Miniaturisierung in nahezu allen technischen Bereichen stellt Industrie, Entwicklungslabore und Forschungseinrichtungen vor immer neue Herausforderungen. Die Mikrodosierung ist eine dieser Herausforderungen. Verlangt wird, dass zunehmend kleinere Mengen an Klebstoffen, Ölen, Fetten und an einer Vielzahl weiterer Medien mengen- und punktgenau mit kürzesten Taktzeiten prozesssicher dosiert werden.

## Dosierverfahren
Grundsätzlich gibt es zwei verschiedene Dosierverfahren: die klassische berührende Dosierung und die berührungslose Dosierung.

### Berührende Dosierung
Die berührende Dosierung ist so alt wie der Wunsch, ein in einem größeren Behältnis vorrätiges Medium in kleinere Mengen aufzuteilen und auf bestimmte Stellen aufzutragen.
Ein gutes Beispiel für die berührende Dosierung ist die Dosierung mit einer Klebstofftube. Zum Abgeben des Klebstoffs muss der an der Tubenspitze austretende Klebstofftropfen durch Berührung auf das Bauteil übertragen werden.
Charakteristik:
- langsame Dosierung
- Bauteil muss berührt werden
- Bauteil könnte beschädigt werden
- Klebstoff zieht Fäden
- Klebstoff ist nicht exakt an der vorgesehenen Stelle
- Klebstoffmengen sind schwer reproduzierbar

Trotz dieser Nachteile findet die berührende Dosierung auch heute noch in der Mehrzahl der automatisierten Prozesse ihre Anwendung. Gründe hierfür können sein:
- Medium eignet sich nicht für eine berührungslose Dosierung, ist nicht berührungslos dosierbar
- keine direkte Zugänglichkeit der Dosierstelle (z. B. Hinterschneidungen)
- mangelnde Bekanntheit berührungsloser Dosiersysteme
- wenige Systemanbieter für berührungslose Dosiersysteme
- berührungsloses Dosiersystem ist im Vergleich zu teuer

### Berührungslose Dosierung (Jetten)
Durch steigende Anforderungen an Taktzeiten und Genauigkeit in fast allen Produktionsbereichen gewinnt die berührungslose Dosierung (auch als Jetten oder Pulsen bezeichnet) an Bedeutung. Ein Beispiel ist die Verklebung  elektronischer SMD-Bauteile auf Platinen und Substraten. Der Bauteilträger muss dazu lediglich in der Ebene positioniert werden. Daraufhin kann der Klebstoff berührungslos aufgetragen werden.
Anhand des Beispiels werden die Vorteile des berührungslosen Dosierverfahrens deutlich:
- Wegfall der Zustellbewegung und Abschuss des Klebstoffs auf das Bauteil bedeuten Zeitersparnis
- keine Berührung des Bauteils (keine Beschädigung)
- gleichmäßige Ausbildung des Klebstofftropfens,
- Verfahren ist unabhängig von Bauteiltopographie und Oberflächenbeschaffenheit des Bauteils

Mit dem entsprechenden Dosier-Know-how lässt sich eine große Anzahl an Medien berührungslos dosieren.
Bedingt durch die Vielfalt der Dosiermedien und ihre unterschiedlichsten Materialeigenschaften gibt es allerdings auch Medien, die für eine berührungslose Dosierung nicht geeignet sind.